# Battlefield Online
Battlefield Online byla bezplatná online střílečka z pohledu první osoby vyvinutá společnostmi Electronic Arts, DICE a Neowiz Games, která ji rovněž distribuovala. Jednalo se o remake hry Battlefield 2, avšak její herní engine byl modifikovaný Refractor Engine 2 z Battlefieldu 2142 s grafickými vylepšeními.

## Vývoj, vydání a konec
Vyvinula ji jihokorejská společnost Neowiz Games pod dohledem držitele licence, společnosti Electronic Arts. Během betaverze obsahovala 100 map, což bylo víc než její předchůdce Battlefield 2.
Herní servery byly vypnuty 21. května 2013. 